# 北カマリネス州

カマリネス・ノルテ州

北カマリネス州（きたカマリネスしゅう、Province of Camarines Norte）は、フィリピン北部ルソン島のビコル地方（Bicol Region, Region V）に属する州である。

## 概要
南にカマリネス・スル州、カラバルソン地方のケソン州に接し、北にはフィリピン海が広がる。面積は2,112.5km2、人口は583,313人（2015年）、州都は地方自治体の1つダエト（Daet）で、州内には都市はない。